# Can Massot (Sant Climent Sescebes)
Can Massot és un edifici situat al carrer Major, número 2, del municipi de Sant Climent Sescebes, a la comarca de l'Alt Empordà, Catalunya. Es tracta d'una obra inclosa en l'Inventari del Patrimoni Arquitectònic de Catalunya.

## Descripció
Situada dins del nucli urbà de la població de Sant Climent, a l'extrem de tramuntana del nucli antic del municipi, amb la façana principal orientada al carrer Major.
Edifici entre mitgeres de planta rectangular, amb pati a la part posterior. Presenta la coberta de teula de dues vessants i distribuït en planta baixa i dos pisos. La façana principal presenta, a la planta baixa, un gran portal d'arc rebaixat bastit amb dovelles de mida mitjana i els brancals fets de carreus, tot i que un d'ells ha estat reformat. A la dovella clau hi ha gravada la data 1849. La resta d'obertures són rectangulars, les de la primera planta emmarcades en pedra, mentre que les del pis superior estan construïdes en maons. El balcó exempt del primer nivell presenta la barana de ferro i la llosana motllurada i, al seu costat, una senzilla finestra. La segona planta presenta dos balcons exempts, més moderns que el balcó inferior.
La construcció, restaurada, està bastida amb còdols i pedra de diverses mides lligat amb abundant morter de calç. Al costat del portal, una placa de rajola vidrada recorda el llinatge dels actuals propietaris.

## Història
Segons els arxius del COAC aquest casal va ser bastit en el segle xviii encara que presenta reformes posteriors. En una de les obertures reformades es pot apreciar la data 1849, possiblement any d'una de les reformes.